# 東伊豆道路
東伊豆道路（ひがしいずどうろ）は、静岡県の下田市と伊東市の間のかつての一般有料道路。日本道路公団により建設・管理されていた。現在は無料開放され国道135号として供用。

## 概要
国道135号のうち東伊豆町奈良本付近から伊東市玖須美元和田付近にかけては山間部を通る狭い道だったため、この区間をバイパスする新道として建設された。基本的に伊豆急行線に並行しているが、鉄道線がこの区間を長大トンネルで抜けるのに対し、伊東市八幡野以南では多くの部分で海岸線を経由する。そのため景色がいい反面、波浪や降雨による通行止めが頻繁に発生する。伊東市吉田の一碧湖入口交差点付近などに、かつての料金所の跡地が存在する。なお現在でも旧道は通行可能であり、夏の渋滞時には抜け道としてよく用いられる。
無料開放された現在でも、この道路のことを「東伊豆道路」と呼ぶ場合がある。

## 区間
以下の4つの区間に分けて建設・管理されていた。
事業費は、下田・稲取・熱川区間が38億9,300万円、伊東区間が1億2,300万円。

### 下田区間
下田市武ヶ浜 - 河津町浜(14.5 km)
- 1952年（昭和27年）4月1日 - 工事開始[2]
- 1954年（昭和29年）3月20日 - 工事終了[2]
  - 12月1日 - 白浜村板戸から下河津村浜までの区間が有料道路縄地道路として開通[2]
- 1956年（昭和31年）7月1日 - 縄地道路を日本道路公団が引き継ぐ。
- 1957年（昭和32年）11月28日 - 下田町小字武ケ浜から下河津村字浜までの工事完了[3]。
  - 12月12日 - 有料道路「縄地道路」を含め、下田町武ケ浜から下河津村浜までの区間を有料道路下田道路と呼称変更し[4]、本区間が開通。
- 1967年（昭和42年）4月25日 - 有料道路東伊豆道路の一部となる[5]。
- 1982年（昭和57年）4月1日 - 無料開放[6]

### 稲取区間
河津町浜 - 東伊豆町片瀬(13 km)
- 1963年（昭和38年）12月12日 - 工事開始[7]
- 1967年（昭和42年）3月28日 - 工事終了[8]
  - 4月25日 - 有料道路東伊豆道路の一部として開通[5]
- 1982年（昭和57年）4月1日 - 無料開放[6]

### 熱川区間
東伊豆町片瀬奈良本字磯山 - 伊東市八幡野字中畑(9.5 km)
- 1960年（昭和35年）3月1日 - 工事開始[9]
- 1962年（昭和37年）8月10日 - 工事終了[10]
  - 8月29日 - 有料道路東伊豆道路として開通[11]
- 1982年（昭和57年）4月1日 - 無料開放[6]

### 伊東区間
伊東市八幡野 - 伊東市玖須美元和田(11.3 km)
- 1956年（昭和31年）7月1日 - 二級国道下田小田原線中、静岡県伊東市逆川から伊東市八幡野までの間を有料道路伊東道路とする[12]。
  - 11月22日 - 伊東市八幡野二つ塚から伊東市八幡野上道までの間の工事開始[13]
- 1957年（昭和32年）4月9日 - 伊東市八幡野二つ塚から伊東市八幡野上道までの間の工事終了[14]
- 1962年（昭和37年）8月29日 - 有料道路東伊豆道路の一部となる[11]
- 1972年（昭和47年）4月1日 - 無料開放[15]

## 交差する道路
| 交差する道路              | 交差する場所 | 交差する場所   |
| ------------------------- | ------------ | -------------- |
| 国道135号                 |              |                |
| 県道116号須崎柿崎線       | 下田市       | 柿崎           |
| 県道14号下佐ヶ野谷津線    | 河津町       | 谷津           |
| 県道114号稲取港線         | 東伊豆町     | 稲取南口       |
| 県道348号稲取停車場線     | 東伊豆町     | -              |
| 県道112号中大見八幡野線   | 伊東市       | -              |
| 県道109号伊東川奈八幡野線 | 伊東市       | 城ケ崎入口     |
| 県道111号遠笠山富戸線     | 伊東市       | グランパル入口 |
| 国道135号                 | 伊東市       | 殿山           |
| 国道135号（伊東バイパス） |              |                |

## 主な出来事
- 1970年11月25日 - 走行中の観光バスに落石が直撃。バスは路外へ20ｍ転落して死者6人、重軽傷者21人[16]。